# A Karib-tenger kalózai: Holtak kincse
A Karib-tenger kalózai: Holtak kincse egy 2006-os kalandfilm, 2003 egyik legsikeresebb filmjének, A Karib-tenger kalózai: A Fekete Gyöngy átkának folytatása. A második részt, akárcsak az elsőt, Gore Verbinski rendezte, producere ismét Jerry Bruckheimer. Johnny Depp mint Jack Sparrow kapitány, Orlando Bloom mint Will Turner és Keira Knightley mint Elizabeth Swann visszatérnek szerepükbe. Stellan Skarsgård alakítja Will Turner apját, „Bocskor Bill” Turnert, Bill Nighy pedig a rettegett hajóskapitányt, Davy Jonest. 
A filmet Ausztráliában és az Egyesült Királyságban 2006. július 6-án, az USA-ban és Kanadában a rákövetkező napon mutatták be, Magyarországon július 20-án került a mozikba. 
A produkció jó néhány rekordot megdöntött premierjének hétvégéjén, s harmadikként a filmtörténelemben átlépte az egymilliárd dolláros bevételi határt.

## Szereplők
| Szereplő                  | Színész           | Magyar hang    |
| ------------------------- | ----------------- | -------------- |
| Jack Sparrow kapitány     | Johnny Depp       | Király Attila  |
| Will Turner               | Orlando Bloom     | Csőre Gábor    |
| Elizabeth Swann           | Keira Knightley   | Szinetár Dóra  |
| „Bocskor Bill” Turner     | Stellan Skarsgård | Gruber Hugó    |
| Davy Jones                | Bill Nighy        | Horányi László |
| James Norrington          | Jack Davenport    | Széles Tamás   |
| Joshamee Gibbs            | Kevin McNally     | Papp János     |
| Weatherby Swann kormányzó | Jonathan Pryce    | Szilágyi Tibor |
| Lord Cutler Beckett       | Tom Hollander     | Csankó Zoltán  |
| Ragetti                   | Mackenzie Crook   | Bolba Tamás    |
| Pintel                    | Lee Arenberg      | Csuja Imre     |
| Tia Dalma                 | Naomie Harris     | Kiss Eszter    |
| Marty                     | Martin Klebba     | Fesztbaum Béla |
| Cotton                    | David Bailie      | néma           |
| Mercer                    | David Schofield   | Katona Zoltán  |
| Bellamy kapitány          | Alex Norton       | Blaskó Péter   |
| Hector Barbossa           | Geoffrey Rush     | Tolnai Miklós  |
| Kormányos                 | Steve Speirs      | Faragó András  |

## Cselekmény
|  | Alább a cselekmény részletei következnek! |

A film a jamaicai Port Royalban veszi kezdetét, Elizabeth Swann és Will Turner esküvőjének napján. Ám az előző rész végi akciójukért – megmentették Jack Sparrow-t az akasztófától – most nagy árat kell fizetniük. Lord Cutler Beckett érkezik a kikötőbe a Kelet-indiai Társaságtól, a párra és Norringtonra (akit megfosztottak rangjától néhány hónapja, így most nincs jelen) vonatkozó végzéssel. Mivel hagyták megszökni Jack Sparrow-t, mindhármukra halál vár. Beckett ad egy esélyt Willnek: meg kell szereznie Jack „elromlott” iránytűjét (ami valójában használója leghőbb vágya felé mutat) a Társaság számára. Amennyiben nem jár sikerrel, Elizabethnek (aki rácsok mögé került) szembe kell néznie az akasztófával. Később kiderül, Beckettnek azért kell az iránytű, hogy megtalálja a Holtak kincsének ládáját (mely Davy Jones szívét rejti), s annak erejével uralja a hét tengert s kalózait.

### Jack Sparrow adóssága
Will apja, „Bocskor Bill” Turner megjelenik Jack Sparrow előtt, átadja neki a Fekete Foltot, s figyelmezteti: eljött az ideje, hogy törlessze adósságát a legendás Davy Jonesnak – a tenger mélye urának és a Bolygó Hollandi kapitányának, egy kísérteties hajóénak, aminek legénysége minden értelemben elveszett tengerészekből áll, akiknek teste fokozatosan keveredik különböző vízi élőlényekével, s végül maguk is részei lesznek a hajónak. Davy Jones újraalkotta a Fekete Gyöngyöt, s tizenhárom évre a kapitányává tette Jacket. Hogy behajtsa a tartozást, Jones kieresztette a mélyből a Krakent – egy gigantikus méretű lényt, ami Jacket arra ösztönzi, hogy minél előbb maga mögött hagyja a tengert, ahol az elképzelhetetlen terror les rá. Jack úgy dönt, a part felé veszi az irányt.
Sokáig eredménytelen kutatás után Will végre rátalál az elhagyatott Fekete Gyöngyre egy lakatlan szigeten. Odaérkeztét követően elfogja egy kannibál törzs, akik Jacket vezetőjükké választják. Jack Will elfogását parancsolja – majd odasúgja neki: „ments meg”. E mondatára rövidesen magyarázatot kapunk a Gyöngy embereitől (akikhez Will akaratán kívül csatlakozott): a helyi kannibálok úgy vélik, Jack egy isten, s végezni kell vele, majd megenni, hogy kiszabadítsák földi testéből.
Mialatt a legénység a szökésen fáradozik, Jacknek szintén alkalma nyílik rá. Will, Jack és a legénység a Fekete Gyöngynél egyesül újra, ahol Ragetti és Pintel épp a hajó elkötésén fáradozik. A két félnótás kalóz csatlakozik a kannibálok elől menekülő csapathoz.
A Gyöngy fedélzetén Jack és Will alkut köt: Jack átadja Willnek az iránytűt, amint a fiú megszerzi neki a kulcsot, ami a Davy Jones szívét őrző ládát nyitja. Ellátogatnak Tia Dalma mocsarába, ahol Barbossa halhatatlan majmáért (akit szintén Jacknek hívnak) cserébe a nő információval szolgál Davy Jonesról és a Bolygó Hollandi hollétéről. Tia Jacknek egy üvegben földet is ad. Elmondja Willnek a legendát, miszerint Davy Jones szerelme miatt vágta ki saját szívét; s azt, hogy a rettegett kapitány nem léphet szárazföldre, csak minden tíz évben egyszer, így az üveg föld jó szolgálatot tehet. Ezzel a tudattal indul a legénység a Bolygó Hollandi keresésére.
A Fekete Gyöngy előtt feltűnik egy erősen megrongálódott hajó, s Will vállalkozik rá, hogy átmegy, és megtalálja a kulcsot. Az összetört hajó valójában csapda, melyet maga Jack eszelt ki – nem a Hollandi maradványai, hanem a Kraken által megtámadott hajóé, melynek legénységét Davy Jones sajátjáéba kényszeríti. Mialatt Will a hajót fésüli át, ő is fogságba esik. Mikor Davy Jones tintahalképével pásztázza őt, Will Jack utasítása szerint azt mondja, hogy Sparrow küldte őt maga helyett. Jones meglepetten néz körbe, Jack Sparrow pedig távcsővel kémleli az eseményeket; arcuk találkozik. Rövidesen arról kezdenek tanakodni, hány embert ér Jack lelke (százat, Jones szerint). Jack a Tiától hallottak ismeretében próbálkozik meglágyítani ellenségét, mikor elárulja neki, hogy Will szerelmes, s épp házasság előtt áll. A Hollandi könyörületet nem ismerő kapitányát azonban ez nem hatja meg, de Jacknek sikerül elérnie, hogy Turnert (aki mit sem tud minderről) előlegként vegye számításba, s adjon neki három nap haladékot a többi lélekre. Az átmeneti haladék megszerzése után Jack Tortuga felé veszi az irányt, hogy lelkeket toborozzon.

### A holtak kincse

A Bolygó Hollandi hajója a filmben…

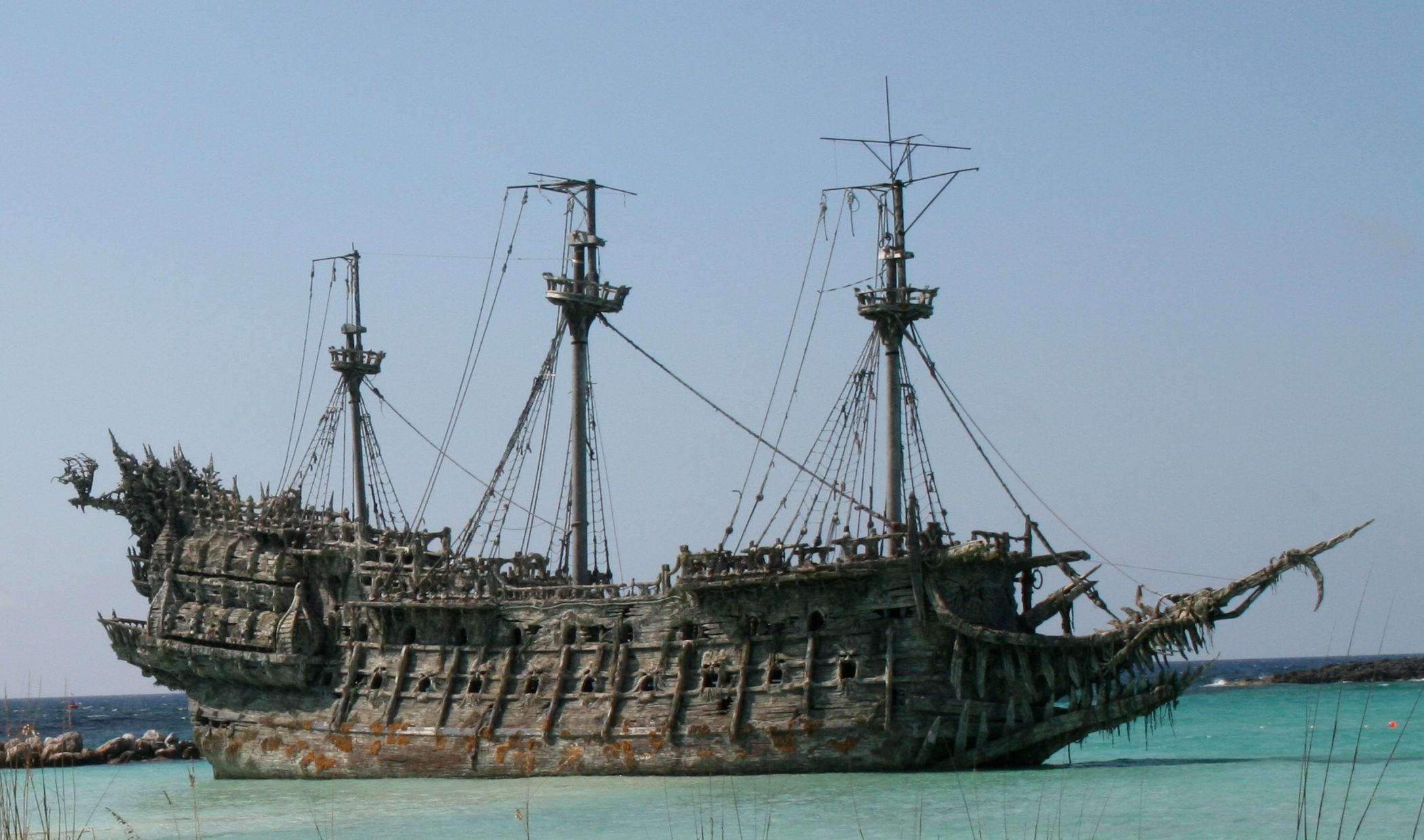
…és a valós hajómakett a forgatás helyszínén.

Mindeközben Elizabeth Swannt apja kimenekíti cellájából, s terve szerint biztonságban Angliába juttatja. Ám Beckett egyik embere, Mercer keresztülhúzza számítását. Elizabethnek, aki amúgy sem rajong Angliáért, míg apját elfogják, sikerül elmenekülnie. Beckett irodájába megy, ahol egyedül találja a férfit, s pisztollyal kényszeríti a márki egy levelének – ami a korona szolgálatára jelöl ki – átadására, amivel Lord Beckett terve szerint Jack Sparrowt kényszerítette volna kötelékbe. Elizabeth ezután tengerre száll. Miután felszökik egy kereskedelmi hajóra, sikerül elérnie, hogy a kapitány Tortugában kössön ki, ahol reményei szerint rátalál Willre vagy Jackre. Utóbbi és Mr. Gibbs egy ottani kocsmában éppen emberek toborzásán ügyködik, kevés sikerrel. A rangjától és méltóságától megfosztott Norrington is jelentkezik, csetepatét okoz, amit kihasználva Jack életére tör, s végül szánakozó meglepettséget vív ki Elizabeth részéről, aki felkarolja és a fedélzetre vezeti a férfit. Mikor mindannyian a Gyöngyön vannak, Jack meggyőzi Elizabethet, hogy az egyetlen mód, hogy szerelmét megmentse, ha megtalálja Davy Jones szívét, s így Elizabeth a szív meglelését akarja a legjobban a világon. Ezzel a meggyőződéssel a lány képes használni Jack iránytűjét (aminek valódi értékére most fény derül), hogy elvezesse őket a szívet őrző ládához. Jacknek szüksége van Elizabeth segítségére, mert az eszköz számára már nem működik (vagyis nem arrafelé mutat, amiről úgy véli, a legjobban szeretné). Természetesen a probléma, ahogy korábban Tia rámutatott, nem az iránytűben keresendő, hanem magában Jackben, aki valójában nem is tudja, mit akar a legjobban a világon.
Ezalatt a Bolygó Hollandin Will találkozik apjával. Miután megismeri a hajó mibenlétét, a fiú kihívja Davy Jonest egy kockajátékra, hogy elnyerje tőle a kulcsot, vagy ha veszít, örök szolgálatba szegődjön a Hollandin. Mikor leülnek játszani, Davy Jones felfedi a kulcs rejtekhelyét, ami, mint később megtudjuk, Will kihívásának valódi célja volt. De Bocskor Bill, nem tudván a valódi okról, beszáll a játékba, s mikor már bizonyos, hogy Will veszíteni fog, megmenti fiát a vereségtől a maga tétjével. Nem sokkal később az ifjabb Turner, felhasználva a megszerzett információt a kulcs hollétéről, ellopja azt, míg Davy Jones alszik. A tárgy birtokosaként megígéri apjának, hogy egy napon felszabadítja a szolgálatból, majd elhagyja a Hollandit, s egy másik hajó fedélzetén köt ki, ami ugyanaz, amin Elizabeth is utazott korábban. Davy Jones rövidesen ráuszítja a hajóra a Krakent, ami porrá zúzza azt, megölve mindenkit a fedélzeten. Willnek nagy nehezen sikerül kereket oldania a szörnyeteg haragja elől, s elrejtőzik a Bolygó Hollandin. Davy Jones, szívét féltve, a sziget felé veszi az irányt, ahol szerve el van rejtve.
Eközben Jack és Elizabeth között érdekes párbeszédek zajlanak, amelyek kétségkívül némi szerelmet is "hordoznak magukban". Bár a lány hevesen tagadja, világosan látszik, nincs ellenére a kapitány viselkedése. A kalóz rámutat, nem is különböznek ők ketten olyannyira egymástól, mint Elizabeth hinné. Itt majdnem elcsattan egy csók is, de a meghitten romantikus jelenetet leblokkolja az ismét feltűnő Fekete Folt Jack kezén.
Közel egy időben ér a szigetre mindkét hajó, ám Davy Jones kénytelen a legénységét partra küldeni, hogy elhozzák neki a ládát, mert ő maga egy évtizedig nem léphet szárazföldre. Jack, Norrington és Elizabeth ér elsőként oda, ahol a láda el van ásva, az iránytűnek köszönhetően. Az eszköz a lány kezében immáron nem a láda helyére mutat, hanem többször is Jack felé téved – ez a tény igencsak zavarja Elizabethet, főként, mert Norrington korábban a Gyöngyön már említett valami olyasmit, hogy Elizabeth szíve kezd elvándorolni a „legutóbbi vőlegényétől” a kalózkapitány felé. Mikor Sparrow ellenőrzi az iránytűt, az Elizabethre mutat, s ebből arra következtet, hogy a lány éppen a keresett ponton üldögél (mikor Elizabethnek Jackre mutatott az iránytű, könnyen lehet, hogy a keresett pont volt a cél, vagy éppen maga a kapitány, mert közel egyvonalban volt a kettő). A hármas rálel a homokba temetett ládára, ami leveleket tartalmaz (feltehetőleg a nőnek vagy a nőtől, aki összetörte Davy Jones szívét) és egy kisebb ládikát, amiben hallhatóan maga a dobogó szív található. Will ekkor megjelenik, s nyomban Elizabeth mellé szegődik, ami láthatóan bosszantja Jacket és Norringtont. A három férfi mindegyike felfedi valódi tervét a szívvel, s így egy vad hármas-kardpárbaj alakul ki közöttük, amit Elizabeth igyekszik megszakítani. Mialatt ők négyen el vannak foglalva, Ragetti és Pintel a láda ellopásán mesterkedik; Elizabeth észreveszi ezt, s üldözőbe veszi őket. Csak akkor eszmél rá, hogy fegyvertelen, mikor szembekerül velük. Davy Jones legénységének érkezése azonban ideiglenesen együttes küzdelemre kényszeríti őt a két kalózzal a szörnyek ellen. Ezalatt Jacknek sikerül eloldalognia Willtől és Norringtontól a kulccsal egy bámulatos harc után egy guruló malomkeréken. Kinyitja a magára hagyott ládát, magához veszi Davy Jones szívét, s bezárja a tartóeszközt. Visszasiet a csónakhoz, majd az üveg földbe temeti a szívet. Mikor Jacket lefoglalja az ellenség, Norrington felfigyel a ládikára és a földes üvegre a ladikban. Egy „bátor” lépésre szánja el magát, mikor a ládikával a hóna alatt a dzsungelbe rohan, hogy magára vonja Davy Jones legénységének figyelmét, látszólag alkalmat adva a többieknek a menekülésre, de mit sem szólva arról, hogy magához vette a szívet az üvegből. Jack, továbbra is a szív birtokosának vélve magát, a többiekkel együtt hátrahagyja a szigetet. Norringtont utolérik Jones szörnyei, ám a férfi a gyávát játszva tovafut, hátrahagyva a ládát, mire a rémlegénység egyhangúlag nevetésben tör ki.

### A Fekete Gyöngy végzete
Miután Will, Elizabeth és Jack lelép a szigetről, a Hollandi legénysége elviszi a ládát Davy Jonesnak, aki kiadja a parancsot a Gyöngy üldözésére. A Gyöngy azonban gyorsabbnak bizonyul (mivel Jones hajója csak széllel szemben kiemelkedő). E kudarc után Davy Jones előhívja a mélyből a Krakent. Willnek, akinek már volt alkalma közelről látni a lényt, feltűnik az óriáspolip közeledte, s figyelmezteti a legénységet. A rém megérkezik, ám sikerül visszaszorítani, mikor Will elrendeli, hogy minden ágyúból egyszerre lőjenek a karjaira. Kihasználva az ideiglenes békét, felhalmozzák a lőport és a rumot, s a terv szerint egy lövéssel felrobbantják az egészet a megfelelő pillanatban. Mialatt a Kraken visszatértére várnak, a földes üveg eltörik, tartalma szertehull, s kiderül, hogy nincs benne a szív. Jack kétségbeesetten kutat a maradványok között, mialatt a legénység újabb csapásra készül az újra megjelenő, s az összes ágyút elpusztító Kraken ellen. A harc hevében Elizabeth megpillantja Jacket, amint egy csónakban távolodik a hajótól. Pár pillanattal később, Jack evezés közben ránéz iránytűjére, ami visszamutat a Gyöngyre s legénységére (talán éppen Elizabethre). A Kraken elleni végső rohamban Elizabeth beleakad Jackbe, aki visszatért, hogy kiálljon hajójáért. A kapitány belelő a lőporcsapdába, ami felrobban és a Kraken karjait darabokra szaggatja. A szörnyeteg visszahúzódik a vízbe, de Jack tudja, hamarosan újra támadni fog. Fájdalmasan rendeli el a hajó elhagyását.
Elizabeth ráébred, a Krakennek csupán Jackre fáj a foga. Miközben a legénység leereszkedik a Gyöngyről az evezőscsónakba, Elizabeth Jackhez fordul és szenvedélyesen megcsókolja. Mindezt az éppen lemászó Will észreveszi, s érthetően mély fájdalommal tölti el. A csók elvonja Jack figyelmét, éppen elegendően ahhoz, hogy a nő odabilincselhesse őt a végzetéhez közeledő hajó árbócrúdjához. Elizabeth ezután elmondja Jacknek, ez az egyetlen megoldás, hogy a többiek épségben megússzák, s hogy nem sajnálja, noha később mélységesen szomorú tette miatt. (Érdekes fordulópont mindez Jacknek és Elizabethnek: Jack elhatározta, hogy megmutatja jó oldalát, s visszatér a hajóra segíteni életét kockáztatva, míg a lány félretéve becsületét és illemét megcsókolja Jacket és a menekülés érdekében hozzáláncolja a kapitányt a hajóhoz). Mikor Elizabeth is a csónakban van, úgy válaszol Will rideg érdeklődésére, mely Jack hollétére vonatkozik, hogy a kalóz úgy döntött, a fedélzeten marad, hogy előnyt adjon nekik a menekülésre; el is eveznek hát. Jacknek sikerül kibújtatnia kézfejét a bilincsből, épp mikor a Kraken ismét feltűnik a hajót körbevéve, csapdába ejtve Sparrowt. Jack megragadja kardját, cinikus mosollyal így üdvözli a szörnyeteget: „Hello, állatka!”. Fegyverét szúrásra emeli, egyenesen a monstrum állkapcsai felé, miközben a lény a hullámok közé rántja a Gyöngyöt. Davy Jones végignézi az eseményeket, s végül Jack adósságát kiegyenlítettnek nyilvánítja. Ezután kinyitja a ládát. Mikor rádöbben, hogy szívét ellopták, az ég felé emeli csápos arcát, s így kiált fel: „Légy átkozott, Jack Sparrow!”.
Norrington jelenik meg Port Royalban és Beckettnél jelentkezik, az összes ellene felhozott vád ejtését követelve. Beckett meglepetésére azonban Norrington nem hozta el Sparrow mágikus iránytűjét. Helyette, egy kis szütyőt ejt az asztalra, ami Davy Jones szívét tartalmazza, és a márki levelét, saját nevével kitöltve.
A Gyöngy túlélői újra ellátogatnak Tia Dalmához, s keseredettségük közepette Jackre emelik poharukat. Tia ezután azt kérdezi tőlük, valóban kívánnák-e Jack és a Fekete Gyöngy visszatértét, mire mind a heten igennel felelnek. Ha így akarják, el kell menniük egy helyre, amit úgy hívnak, a Világ Vége, s ehhez szükségük lesz egy kapitányra, aki ismeri azokat a vizeket. E ponton Barbossa kapitány, akit Jack a halálba küldött az első filmben, megjelenik a csigalépcsőn. A többiek döbbent arcát látva kérdezi: „Mondjátok csak, mi lett a hajómmal?”, majd mosolyogva beleharap egy zöld almába, s hűséges majma a vállára ugrik.
(A szemfüles néző már korábban is észrevehette a kapitány jelenlétét a házba; amikor először látogatják meg Tiát, Jack észreveszi és hosszasan vizsgálgatja Barbossa kalapját, valamint amikor fizetség gyanánt elengedik Jack-et, a majmot, az rögtön befut egy másik szobába, ahol Barbossa csizmáin kezd el ugrálni.)
Easter egg: A végefőcím után egy jelenetet láthatunk, amiben a kannibálok a Fekete Gyöngy potyautasát, a szigeten maradt cellakulcsőrző kutyát tették meg új parancsolójuknak.
|  | Itt a vége a cselekmény részletezésének! |

## Háttér
A Karib-tenger kalózai: A Fekete Gyöngy átka két készülő folytatásáról a Disney az egyik befektetői konferenciáján árult el részleteket 2005-ben. Konkrétan a második rész címét („Holtak kincse”) és a harmadik rész bemutatójának dátumát (2007. május).
A forgatás 2005. február 28-án vette kezdetét, ismételten a jaliscói Costa Alegrén, Mexikóban, illetve Barrouallie-ben, St. Vincent-ban. Néhány jelenetet Dominikán és a Bahamákon vettek fel. A stáb többé-kevésbé egyszerre készíti el a két folytatást, mint ahogyan A Gyűrű Szövetsége, A két torony és a
A király visszatér is forgott, noha 2005-ben a Holtak kincsén volt a hangsúly, plusz a harmadik epizódhoz felvett pár szcénán. A dupla forgatás miatt a Holtak kincse munkálatai csak 2006. február 7-én fejeződtek be. Egyszerre készültek ugyan, de A Gyűrűk Ura mintájára egyéves különbséggel kerülnek a mozikba, s a harmadik rész forgatása 2006-ban folytatódik.
A Holtak kincse premierje a kaliforniai Anaheimben volt, Disneylandben 2006. június 24-én, két nappal a felújított, s a filmekhez alapul szolgáló A Karib-tenger kalózai látványosság megnyitása előtt. A 2006. június 26-án átadott, újjáépített attrakció tartalmaz további cselekményelemeket és audio-animatronikát a filmhez kapcsolódóan. A floridai Walt Disney World hasonló eleme szintén átesett egy felújításon és 2006. július 7-én, a film mozipremierjének napján nyílt meg a látogatók előtt.

## Visszhang
A Walt Disney Picturest kérdőre vonta a Nemzeti Garifuna Tanács, Garifuna népének képviselőtestülete, mert érzésük szerint a Holtak kincsében szereplő calinagok, vagy caribok kannibálként való megjelenítése rasszizmusra utal. A Tanács fair és pontos ábrázolást kért, a Disney válasza azonban az volt, hogy a forgatókönyvön nem lehet módosítani. Esetleges változtatások a filmen nem ismertek.

## Fogadtatás
A Karib-tenger kalózai: Holtak kincse korai kritikái kezdetben pozitívak voltak, de a film mozibemutatóját követő napokban éles megoszlás volt tapasztalható a filmet szórakoztató darabnak találó és a másként vélekedő kritikusok között.
Az egyik kritikus, Michael Medved, két csillagot adott a filmnek (a négyből), az alapkontextust lazának, nyakatekertnek és száraznak nevezve. Másfelől, Michael Booth, a Denver Post újságírója három és fél csillaggal jutalmazta a produkciót, dicsérve azt, mert a film „két óra és húsz perc kikapcsolódás, ami újra átadja a mozikat az igényes szórakozás biztonságának”.
Johnny Depp visszatérő alakítását Jack Sparrow kapitány szerepében a legtöbben üdvözölték, ugyanakkor néhány kiemelkedő véleményalkotónak nem tetszettek a Sparrow kapitány karakterén véghez vitt változtatások.
Míg az akció- és CGI-jelenetek kivitelezését dicsérő szavak érték, pár kritikus szerint a sztori foltozott, s a film a túlzásba vitt mennyiségű speciális effektekre és akciójelenekre támaszkodik.
Gore Verbinski filmje 54%-os értékelésen áll a Rotten Tomatoes-on, kiemelt hibaként többnyire a film túlzott hossza (2 óra 25 perc) és az összefüggéstelen történet jelenik meg. A teljes képhez hozzá tartozik, hogy a Holtak kincse az Internet Movie Database-en jelenleg 7.3/10-en áll.

## Box Office
A Karib-tenger kalózai: Holtak kincse 55,8 millió dollárt hozott első napján, megdöntve a legnagyobb nyitónap, a legnagyobb napi bevétel és a legnagyobb pénteki bevétel rekordját. Az első kettő tekintetében az előző bajnok a Star Wars III. rész: A Sith-ek bosszúja volt 50 013 859 dollárral.
A Karib-tenger kalózai: Holtak kincse nyitóhétvégéjének mutatója 135 634 554 dolláron állt, amivel kiütötte a Pókembert ($114 844 116) az első hétvégék trónjáról. Ha számításba vesszük, hogy a jegyárak azóta megnőttek, még úgy is több, mint kétszázezerrel több jegy kelt el a Holtak kincsére, mint a Pókemberre 2002-ben. A film szintén leggyorsabb a százmilliót (két nap alatt), a kétszázmilliót (nyolc nap) és a háromszázmilliót (16 nap) átlépők körében. Szeptemberre A Karib-tenger kalózai: Holtak kincse már 417 millió dollárt gyűjtött Észak-Amerikában, s ezzel messze vezeti a 2006-os toplistát, nem mellesleg már maga mögött hagyta az első rész végső bevételét is (305,4 millió dollár).
Az ősz beköszöntével világviszonylatban a Holtak kincse harmadikként a filmtörténelemben átlépte az egymilliárd dolláros bevételi határt. Ez korábban csak két 11 Oscar-díjas filmnek, a Titanicnak és az A gyűrűk ura: A király visszatérnek sikerült.
Magyarországon az első hétvégét követően már közel 113 ezer néző látta a Holtak kincsét, ami éppen a fele A Fekete Gyöngy átka végső nézőszámának. Ezzel az adattal Gore Verbinski filmje a harmadik legjobb rajt birtokosa 2006-ban A da Vinci-kód és a Jégkorszak 2: Az olvadás mögött. A MoziÜnnep rendezvényének köszönhetően a film szeptember elején már a félmilliós nézőszámot ostromolta, majd 532 ezer látogatón zárt, az éves lista harmadik helyén.

## Érdekességek
- Ez az első alkalom, hogy Johnny Depp másodjára játszik el egy karaktert. Depp úgy nyilatkozott, hogy szívesen visszatérne Jack Sparrow szerepébe a trilógia után is.
- Stellan Skarsgård és Jonathan Pryce már korábban játszott együtt a Roninban, de a Holtak kincsében nincs közös jelenetük.
- A legendás rocker, Keith Richards, Depp személyes jóbarátja, s egyben inspirációja Sparrow karakterének, eredetileg feltűnt volna egy cameo-szerepben mint Jack apja, de végül erről le kellett mondania a Rolling Stones turnéja miatt. Jelen állás szerint Richards a harmadik részben játszhatja el a flúgos kalóz hozzátartozóját.
- Egészen az adott jelenetig a színészeknek nem árulták el, hogy Geoffrey Rush visszatér Barbossaként a filmben. A felvétel előtt azt mondták nekik, hogy aki lejön a lépcsőn, az Anamaria lesz A Fekete Gyöngy átkából; a meglepettség a színészek arcán, mikor Rush feltűnik, tehát valódi.
- A film bemutatójához időzítve a Walt Disney Company átépítést végzett A Karib-tenger kalózai látványosságokon Walt Disney Worldben és Disneylandben. A felújításkor hozzákerült az attrakcióhoz Jack Sparrow kapitány, Barbossa és Davy Jones.
- Tia Dalma szentjánosbogaraktól hemzsegő mocsarát a Disneyland ride egyik része ihlette.
- Noha nem feltétlenül van köze hozzá, Tia Dalma Voodoo kunyhója és Jack Sparrow szökése a koporsó-csónakban nagyon emlékeztet a Monkey Island 2: LeChuck's Revenge egyes elemeire, amiben Guybrush egy koporsó segítségével jut el a Voodoo Lady mocsárbéli kunyhójához.
- Amikor a Fekete Gyöngy legénysége első ízben látogat el Tia Dalmához, a kunyhóban több nyom is utal Barbossa feltámadására:
  - Észrevehető, hogy a halhatatlan majom felfigyel valakire, aki a képen kívül esik, s aki fekete kalózcsizmát visel. Úgy tűnik, fel is ismeri az illetőt.
  - Jack elcsen egy gyűrűt, amit az első részben Barbossa viselt.
  - Egy pillanatra láthatjuk, amint Jack egy kalapot nézeget, amely emlékeztet Barbossáéra.
- A teljes egészében számítógépes animációval létrehozott Davy Jones olyan realisztikusra sikerült, hogy sok néző úgy vélte, az őt alakító Bill Nighty maszkot visel.
- A Fekete Gyöngyön egyszer sincs rajta a kalózzászló. Ugyanezt meg lehet figyelni a Bolygó Hollandinál is.
- Jópár Tortugában játszódó jelenet a Holtak kincsében az első részhez készült, ám nem lett felhasználva A Fekete Gyöngy átkához, de a film második DVD-kiadásán szerepelt.
- E film előtt mutatkozott be a Disney új céges logója.
- A film teaser poszterén látható koponyáról egy vudubábu lóg, ami felettébb emlékeztet Jackre. A csontvázfej továbbá ugyanazt a fejkendőt viseli, mint Sparrow kapitány.
- Mind A Fekete Gyöngy átkában és a Holtak kincsében többször is elhangzik Szingapúr neve. A modern Szingapúrt azonban csak 1819 alapította meg Sir Thomas Stamford Raffles, mint a Brit Kelet-indiai Társaság egy álláshelyét. Noha pontos dátumot nem kapunk a filmekben zajló események idejéről, feltehetőleg 1720 körül, a kalózkodás fénykorában játszódik. 1819 előtt Szingapúrt Temasekként, később Singapuraként ismerték.
- Bill Nighy elárulta, hogy Davy Jones karakterének akcentusát Jack Jarvistól és Victor McDadetól, egy skót tv-sorozat, a Still Game két fő karakterétől kölcsönözte. Saját bevallása szerint nagy rajongója a műsornak.
- Ez a második Walt Disney Pictures produkció, ami PG-13-as (13 éven aluliaknak szülői kísérettel) korhatár-besorolást kapott az MPAA-tól.
- A film több utalást is tartalmaz A kincses szigetre, úgymint a Dead Man’s Chest-dal, amit Mr. Gibbs énekel; Will, amint egy késsel a szájában mászik fel a vitorlákra, és amikor Bocskor Bill átadja a Fekete Foltot Jack Sparrownak.
- Ha jól figyelünk, megtudhatjuk, ki Davy Jones egykori szerelme, ugyanis Tia Dalma ezüst nyaklánca ugyanolyan, mint Jones zenélő doboza, amely akkor szólal meg, amikor Will ellopja a szívet őrző láda kulcsát.

### Visszatérő elemek az első filmből
A film folyamán felfedezhető több, az első részből visszaköszönő jelenet vagy mondat. Többek között az alábbiak:
- Swann kormányzó véletlenül letör egy gyertyatartót a börtön faláról, ugyanúgy, ahogy az első filmben Will az ő házában.
- Mikor Lord Cutler Beckett a film elején Jack Sparrow nevét mondja, Will és Elizabeth egyszerre javítja ki „kapitányra”; az első filmben Jack tette ezt több alkalommal, mikor az emberek lehagyták neve mögül rangját.
- Jack azt kérdi, „Miért fogy el a rum mindig?”, s azt tanácsolja embereinek, hogy rejtsék el az italt Elizabeth elől. Mindez továbbfűzése az első rész azon jelenetének, mikor Elizabeth felgyújt egy rakomány rumot.
- Mialatt Will Jack után kutat, egy férfi azt mondja neki, Jack minden bizonnyal Szingapúrban van. Az első epizódban Jack egy katona csodálkozására Elizabeth fűzőjével kapcsolatban azt válaszolja, „Akkor nem járt még Szingapúrban.”
- A Kraken elleni ágyúzásban puskaporon kívül mást (többek közt rumot) is bevetnek a Fekete Gyöngyön. Az első filmben hasonló lépésre kényszerülnek: evőeszközöktől kulacsokig mindent kilőnek.
- Barbossa feltűnésekor beleharap egy almába; azt teszi, ami után A Fekete Gyöngy átkában sóvárgott.
- Mikor Will Tortugába ér, összeakad Giselle-lel és Scarlettal. Rövid találkozásuk alkalmával Giselle arra kéri, adja át üzenetét Jacknek, és erre képen üti; a 2003-as előzményben Jack kap a két nőtől ilyen üdvözletet.
- Az alábbi párbeszéd a Holtak kincséből:
  - Jack: Hogy szöktél meg?
  - Will: Teknősök. Kettőt a lábamhoz kötöttem.
  - Jack: Rossz társalgók, nem igaz?

konkrét utalás Jack meséjére arról, hogyan menekült meg a rumcsempészek szigetéről.
- Nem sokkal azelőtt, hogy a Fekete Gyöngy legénysége elhagyja a Holtak kincsét rejtő szigetet, Jack egy evezővel tarkónvágja Willt, aki ugyanezt tette Sparrow-val az előző filmben.
- Mialatt Jack, Will és Norrington kardpárbajt vív, Elizabeth megpróbálja elérni, hogy abbahagyják a küzdelmet, például azzal, hogy ájulást színlel. Ez már bejött egyszer az első részben, Jack kivégzése előtt.
- A foglyok Port Royalban a börtön celláinak kulcsát őrző kutyát hívogatják a három évvel ezelőtti filmben, ezúttal az ideiglenesen raboskodó Elizabeth felé nyújtják karjukat ugyanúgy.
- A kannibálok szigetétől távolodva Jack visszakiált az emberevőknek, hogy „Agyő hű népem, véssétek jól az eszetekbe e napot, hisz e napom majdnem elkaptátok...", ám egy nagyobb hullám megszakítja mondandójában. Ugyanez történik A Fekete Gyöngy átka végén, ám ott az vet véget szövegének, hogy háttal megbotlik az erődítmény oldalán, s a tengerbe zuhan.
- Az első részben, mikor Jack először találkozik Willel és kardpárbajt vívnak, Jack megkérdezi a fiútól, hogy eunuch-e? Barbossának is ezt mondja Turnerről röviddel a Lopakodó nevű hajó felrobbanása után. A Holtak kincsében, amikor a kannibálok Jack elé viszik Willt, a kalóz ismét felhozza a dolgot, azt mondván alattvalóinak, „Eunuchi nyissz-nyissz”, s közben ujjaival gesztikulál.
- Mindkét filmben, mikor Jack Sparrow kapitány először tűnik fel a vásznon, meglehetősen szokatlanul utazik a tengeren: először egy süllyedő vitorlás árbócának legtetején, majd egy koporsóban, amit egy lábszárcsonttal evez.
- Az első epizód végén Jack tájékoztatja Norringtont arról, hogy ő végig neki szurkolt. E filmben pedig biztosítja róla, hogy még mindig neki szurkol.
- Elizabeth egy rumos üveggel fejbe vágja James Norringtont, hogy véget vessen a civakodásnak. Ugyanezt tette az öreg kovács Jack-kel az első részben.

## Díjak és jelentősebb jelölések
- Oscar-díj
  - díj: legjobb vizuális effektek
  - jelölés: legjobb díszlet
  - jelölés: legjobb hang
  - jelölés: legjobb hangvágás
- Golden Globe-díj
  - jelölés: legjobb színész – vígjáték/musical (Johnny Depp)
- BAFTA-díj
  - díj: legjobb vizuális effektek
  - jelölés: legjobb jelmez
  - jelölés: legjobb smink
  - jelölés: legjobb díszlet
  - jelölés: legjobb hang
- Grammy-díj
  - jelölés: legjobb score album – film, televízió vagy más vizuális média (Hans Zimmer)
- Hollywood Film Festival
  - díj: az év vizuális effektjei
- Mainichi Film Concours
  - díj: legnépszerűbb külföldi film
- People's Choice Awards, USA
  - díj: kedvenc film
  - díj: kedvenc film – dráma
  - díj: kedvenc páros a vásznon (Johnny Depp és Keira Knightley)
- Satellite Awards
  - díj: legjobb vizuális effektek
- Teen Choice Awards
  - díj: kedvenc nyári film – dráma/akció-kaland
  - díj: kedvenc filmes összecsapás (Orlando Bloom a kalózhorda ellen)
  - díj: kedvenc filmes sikoly (Keira Knightley)
  - díj: kedvenc akció-kalandfilm
  - díj: kedvenc színész – dráma/akció-kaland (Johnny Depp)
  - díj: kedvenc érzelmi kifakadás (Keira Knightley)
  - díj: kedvenc gonosztevő (Bill Nighy)
- Visual Effects Society Awards
  - díj: legjobb szóló vizuális effektus
  - díj: legjobb animált szereplő
  - díj: legjobb kompozíció
  - díj: legjobb megalkotott környezet
  - díj: legjobb modellek és miniatűrök
  - díj: legjobb vizuális effektek (vizuális effektekre épülő filmben)